# MkLinux
MkLinux es un sistema operativo descontinuado de código abierto, iniciado en el OSF Research Institute y Apple Computer, en febrero de 1996, para proveer GNU/Linux a las plataformas PowerPC. Consiste en la implementación del sistema operativo Linux sobre el micronúcleo Mach.
MkLinux es la abreviatura de "Micronúcleo Linux", refiriendo a la adaptación del proyecto del núcleo Linux para funcionar encima del micronúcleo Mach. El proyecto tiene hoy entre 50.000 y 100.000 usuarios instalados, según su propia valoración. Los creadores de esta distribución afirman que es usada en tareas críticas, con la consiguiente estabilidad y seguridad del sistema.
En los primeros años la mayor parte del desarrollo de MkLinux se hizo en Apple y en el OSF Research Institute de Grenoble, Francia. Más adelante la versión DR2 fue lanzada, corrigiendo algunos fallos en el sistema. Entre 1996 y 1997 se aumentaron los modelos soportados de Apple hasta que la versión DR2.1 fue considerada un lanzamiento de referencia, por parte de la propia Apple. MkLinux fue el primer intento de Apple para involucrarse en un proyecto de software libre. El trabajo hecho con el kernel Mach 3.0 en MkLinux fue extremadamente útil para trasladar NeXTSTEP a las plataformas Mac, que más tarde se convertiría en OS X. En el verano de 1998 todo el trabajo de desarrollo de MkLinux fue trasladado a una comunidad de desarrolladores que ha logrado coordinar el sistema e introducir cientos de mejoras en pocos meses.
En la actualidad la última distribución estable lanzada es la MkLinux Pre-R1  y de libre descarga desde el sitio oficial del sistema.
La lista de modelos soportados alcanza a prácticamente todos los modelos de Apple como Power Macintosh, PowerPC, Performa, PowerBook, G4 e incluso servidores de red.